# Karlshamns elementarläroverk för flickor

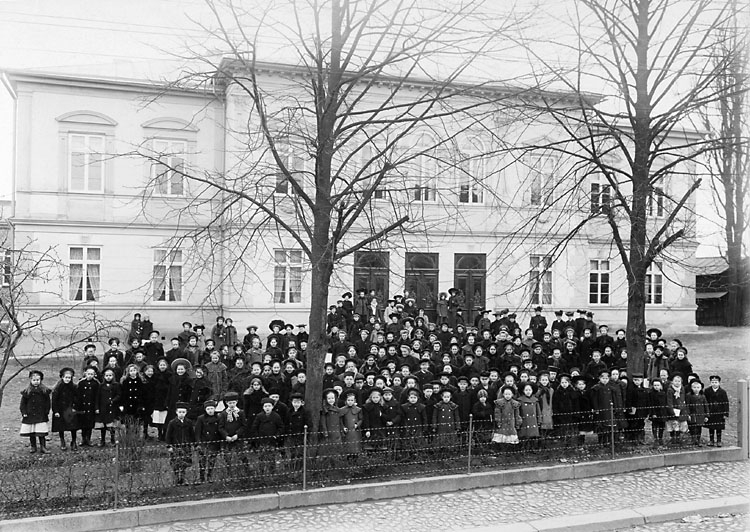
Elementarläroverket för flickor i Karlshamn foto före 1929.

Karlshamns elementarläroverk för flickor var en skola för flickor i Karlshamn, grundad 1877.

## Historik

### Bakgrund
Rikare hem privatundervisade sina döttrar men från grundade av Karlshamns flickskola 1838 startades ett antal privata skolor. Privat undervisning meddelades i Karlshamn av fröken Louise Tauson 1861—1876. Tausons skola låg i ett hus på Drottninggatan 48. Där  gick Alice Tegnér i flickskolan åren 1871-1877. En annan ungefär samtida skolkurs, dock utan språkundervisning, var den så kallade Otterströmska skolan. 1869 och 1875 startades två modernare skolor för flickor. De skolor som grundades i Karlshamn var Sandströmska skolan som drevs av systrarna Wilhelmina och Margarethe Sandström från 1869 i det Sandströmska huset, i en tillbyggnad, vid Drottninggatan 20 (nuvarande nr.). 1875 startade systrarna Anna och Hannah Zeplien  Elementarskolan för flickor i Karlshamn i hörnet  av Rådhus- och Regeringsgatorna. Dessa skolor var flickläroverkets mera direkta föregångare.

### Elementarläroverket
1877 beslutades att ett Elementarläroverk för flickor skulle startas. Grunden var de redan existerande skolorna. Undervisningen bedrevs först i olika lokaler. Ganska snart ville man uppföra en egen skolbyggnad. Skolan erhöll en tomt i hörnet Södra Fogdelyckegatan och Kungsgatan. 1879 kunde ett nytt skolhus invigas. Skolans femtioåriga historia skildrades av den sista skolföreståndaren för skolan ( se Externa länkar nedan)

### Skolbyggnaden efter läroverkstiden
Statlig undervisning för flickor började i Karlshamn 1929 då realskolan öppnades som samskola. 1927 års skolreform innebar slutet för Elementarläroverket eftersom realskolan öppnades för flickor. Flickskolan började avvecklas 1929 av den orsaken att statsbidrag inte längre lämnades till skolan. Skolbyggnaden övergick till Karlskamns stad 1935 och blev då teknisk yrkesskola och slutade sin tid som skolbyggnad som vårdskola till 1999. 1999 tog Karlshamns församling över byggnaden för pastorsexpedition.